# Gordoje
Gordoje (ros. Гордое) – osiedle w Rosji, w obwodzie królewieckim, w rejonie gwardiejskim. W 2010 liczyło 322 mieszkańców.